# Posht Kar
Posht Kar (persiska: پشت کر, Posht Gūr-e Choqā Mārān) är en ort i Iran.   Den ligger i provinsen Kermanshah, i den västra delen av landet, 500 km väster om huvudstaden Teheran. Posht Kar ligger 1 014 meter över havet och antalet invånare är 286.
Terrängen runt Posht Kar är huvudsakligen kuperad, men den allra närmaste omgivningen är platt.Runt Posht Kar är det ganska tätbefolkat, med 72 invånare per kvadratkilometer. Närmaste större samhälle är Sharak-e Tamarkhān, 14,0 km öster om Posht Kar. Omgivningarna runt Posht Kar är i huvudsak ett öppet busklandskap.